# Rivalidad marcial entre Kodokan y Totsuka

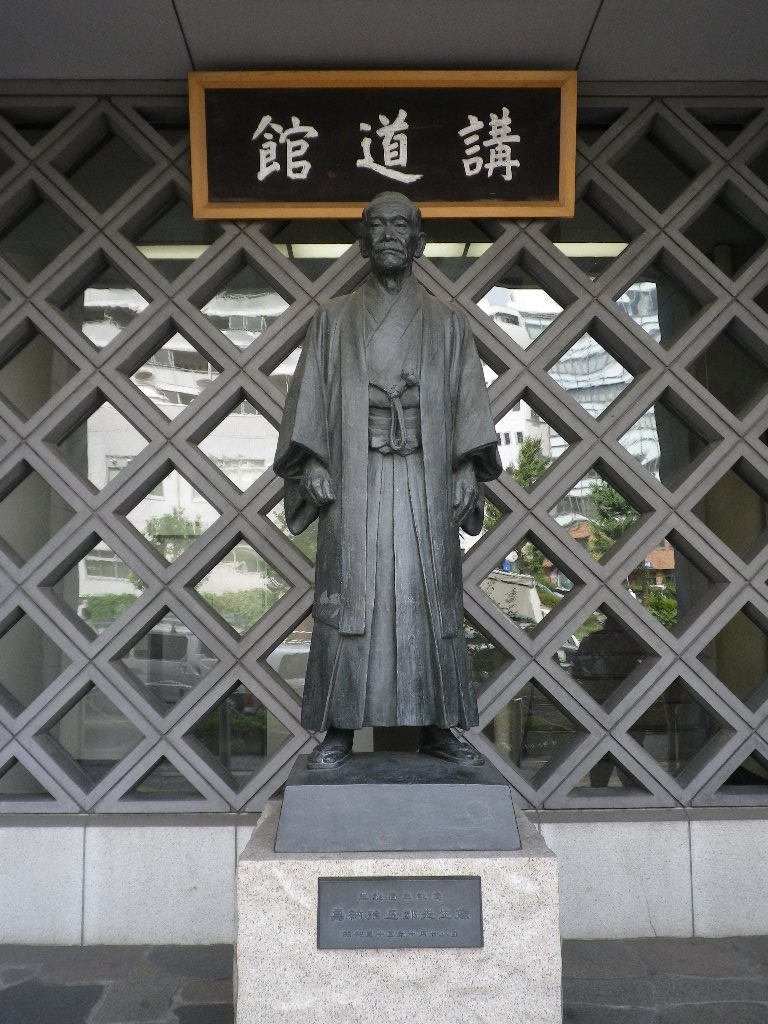
Estatua de Jigoro Kano en el Instituto Kōdōkan.

La rivalidad entre el Instituto Kodokan de judo y la rama Totsuka de la escuela de jujutsu Yoshin Koryū sucedió en la década de 1880 durante la Restauración Meiji en Japón. Se compuso de varios desafíos y torneos, y concluyó en el decline de las escuelas tradicionales de jujutsu y el alzamiento del judo como arte marcial institucionalizada del Japón imperial. Estos eventos no están libres de controversia debido a la escasez e inconsistencia de algunas fuentes historiográficas, pero se les considera una parte vital de la historia del judo por las consecuencias que trajeron para dicho arte.

## Trasfondo

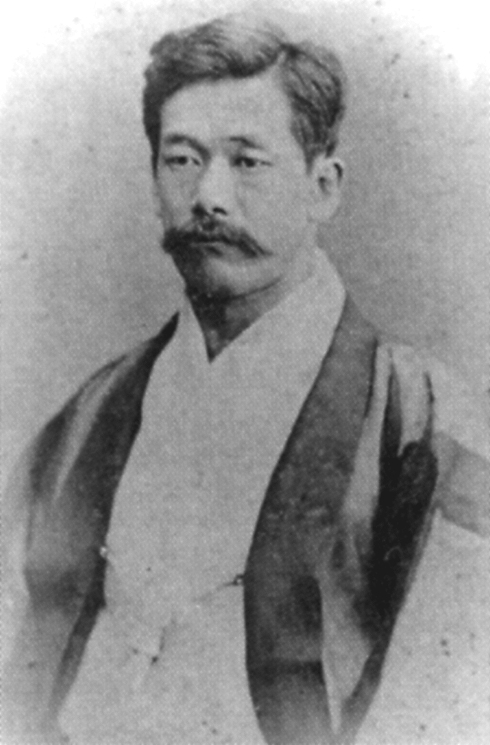
Kano a la edad de 28.

La escuela Yoshin-ryū, más específicamente la rama fundada por Hikosuke Totsuka, había sido considerada la escuela tradicional o koryu de jujutsu más influyente y poderosa de Japón desde el final del período Bakumatsu en 1868. Aunque operaba desde la prefectura de Chiba, tenía su principal campo de operaciones en Tokio, donde mantenía 3.000 aprendices sólo en el centro urbano. En contraste, la escuela Kōdōkan no nació hasta 1884, en medio del apogeo de Totsuka, cuando un practicante de los estilos Kitō-ryū y Tenshin Shinyō-ryū llamado Jigoro Kano decidió fundar su propia arte marcial, el judo. La creciente popularidad de esta escuela devino pronto en una fuente de conflicto con el resto de agrupaciones nacionales de jujutsu, que veían el nuevo estilo de Kano como una amenaza a su hegemonía y un adulteramiento modernista de sus tradiciones marciales.
El primer contacto entre Kano y la Totsuka Yoshin-ryū había sucedido en realidad antes de la existencia del instituto Kōdōkan, concretamente cuando Kano estudiaba en la Universidad de Tokio y era un mero aprendiz de jujutsu. Según parece, durante una exhibición de este arte dada por la Yoshin-ryū en 1880 por Hidemi Totsuka (a sazón hijo de Hikosuke), Kano abandonó su asiento en las gradas y solicitó unirse al randori a fin de probar sus propias habilidades en la materia. Sin embargo, Kano fue dominado durante todo el combate, viéndose zarandeado por su oponente sin lograr aplicarle una sola técnica. Aunque consiguió igualmente evitar una derrota aplastante, lo cual le valió los halagos de Hidemi, la experiencia supuso una humillación para Kano y una nueva fuente de motivación para trabajar en sus técnicas. Todo el evento fue presenciado por el Dr. Erwin Balz, por entonces un asociado de la escuela Totsuka, el cual describió a otros estudiantes de Tokio probando suerte junto con Kano y encontrándose con un resultado similar.
Kano terminó su aprendizaje y fundó en 1882, su propia escuela, Kodokan, popularmente llamada "Kano-ryū" o "Kodokan-ryū" por otras facciones. Al poco tiempo, como era costumbre, Kano y sus primeros seguidores se encontraron sometidos a la práctica del dojoyaburi, por la cual otros artistas marciales llegarían para desafiarles a luchar. Esta costumbre daba como resultado combates llamados taryujiai (他流試合 taryujiai?, "shiai de diferente estilo"), que contaban con pocas reglas deportivas y de los que dependía el honor de cada escuela. Como ya se ha mencionado, la oposición de la comunidad de jujutsu no provenía sólo de una simple rivalidad deportiva, sino también de su desconfianza hacia las ideas modernas y extranjeras incorporadas por Kano al judo, así como su rol como educador e intelectual, que creían poco apto para un marcialista. Al escribir sobre este período, Kano contaba que "parecía como si la Kōdōkan tuviera que enfrentarse a todo Japón". Sin embargo, la organización de Totsuka se convertiría en su mayor oponente.

## Primeros desafíos

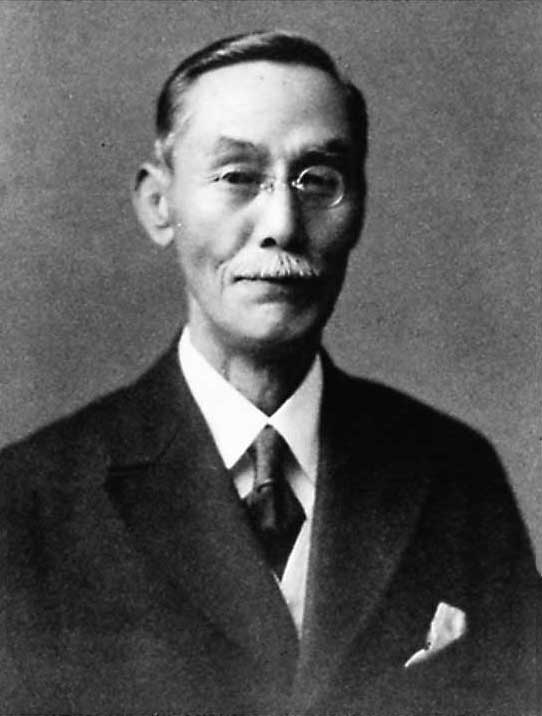
Tsunejiro Tomita en sus últimos años.

Según las crónicas del yudoca Tsunejiro Tomita y su hijo Tsuneo, el primer combate entre uno de los suyos y un jujutsuka Yoshin-ryū fue en 1885. Daihachi Ichikawa, un maestro del estilo Tenshin Shinyō-ryū afiliado a la Totsuka, había abierto un dojo en Tokio, por lo que Kano y seis de sus seguidores se personaron para presentar sus respetos. Allí entrenaron y practicaron randori con los discípulos de Ichikawa, y en esto destacó Shiro Saigo, el más hábil de los judocas, que derribó a todos sus oponentes con facilidad pese a su pequeño tamaño. Probablemente para devolver el golpe, Ichikawa visitó la Kodokan poco después, haciéndose acompañar por Matsugoro Okuda y Morikichi Otake de la Totsuka Yoshin-ryū. El trío demandó celebrar un combate de desafío, y aunque Kano se hallaba ausente y no podía sancionarlo, Saigo y Tomita accedieron a participar. Saigo luchó contra Okuda y, a pesar de la nueva desventaja de peso, lo proyectó una y otra vez por koshi nage y deashi barai antes de rematarlo con yama arashi. Okuda sufrió una conmoción por el último impacto y se tuvo que traer una camilla para sacarle. A pesar de la victoria, Kano no se mostró complacido al enterarse del incidente, ya que creía que sus aprendices habían obrado sin premeditación.
En 1886, se abrió otro dojo de la Tenshin Shinyō-ryū en Tokio, esta vez bajo la propiedad del maestro Magoroku Hachitani. Kano tampoco pudo estar presente, pero envió a Tomita, Takisaburo Tobari y otros miembros del instituto Kodokan para hacer la visita de rigor. Sin embargo, cuando Tomita estaba entrenando con Mamoru, el hijo adolescente de Magoroku, un artista marcial de la Ryoi Shinto-ryū llamado Hansuke Nakamura se acercó para exigirle una lucha. Nakamura trabajaba como instructor de lucha cuerpo a cuerpo de la policía de Tokio y solía entrenar en la Totsuka en sus ratos libres, y por ello tenía motivos para buscar venganza en su nombre por las derrotas sufridos. Tomita se describe en las fuentes como atemorizado por esta irrupción, ya que Nakamura era mucho más voluminoso que él y su reputación le precedía, pero decidió aceptar el reto con la idea de que no sería tan deshonroso perder como tratar de rehuir la lucha. Cuando empezó el combate, jugándose el todo por el todo, Tomita se lanzó agresivamente a por un tomoe nage y consiguió catapultar a un sorprendido Nakamura, repitiendo el movimiento dos veces antes de que su oponente se recuperase y lo bloquease. Tomita intentó inmediatamente un ouchi gari, que falló, y un hiza guruma, que acertó, pero Nakamura tiró de él y lo arrastró a ras de lona, donde intentó aprisionerlo bajo kami-shiho-gatame. El yudoca lo había visto venir, empero, y consiguió cerrar una estrangulación de solapa o gyaku-juji-jime desde debajo de Nakamura. El jujutsuka empezó a mostrar signos de hipoxia, por lo que Hachitani intervino y detuvo el combate antes de que cayera inconsciente. Esta nueva victoria del Kodokan se propagó con aún mayor rapidez que las anteriores dada su naturaleza inesperada.
El último duelo fue abordado historiográficamente por un aprendiz de Nakamura, Kazuo Ishibashi, que habló de él en sus memorias. Según parece, Nakamura declaró haber subestimado completamente a Tomita, y su derrota ante él le empujó a dejar de beber y someterse a un arduo entrenamiento con miras a tener una revancha. En cualquier caso, a esto le siguió por fin un rasgo de venganza por parte de la escuela Totsuka, ya que uno de sus miembros, Taro Terushima, dominó al yudoca Sumitomo Arima en el dojo de Ichikawa unos meses más tarde.

## Torneos policiales

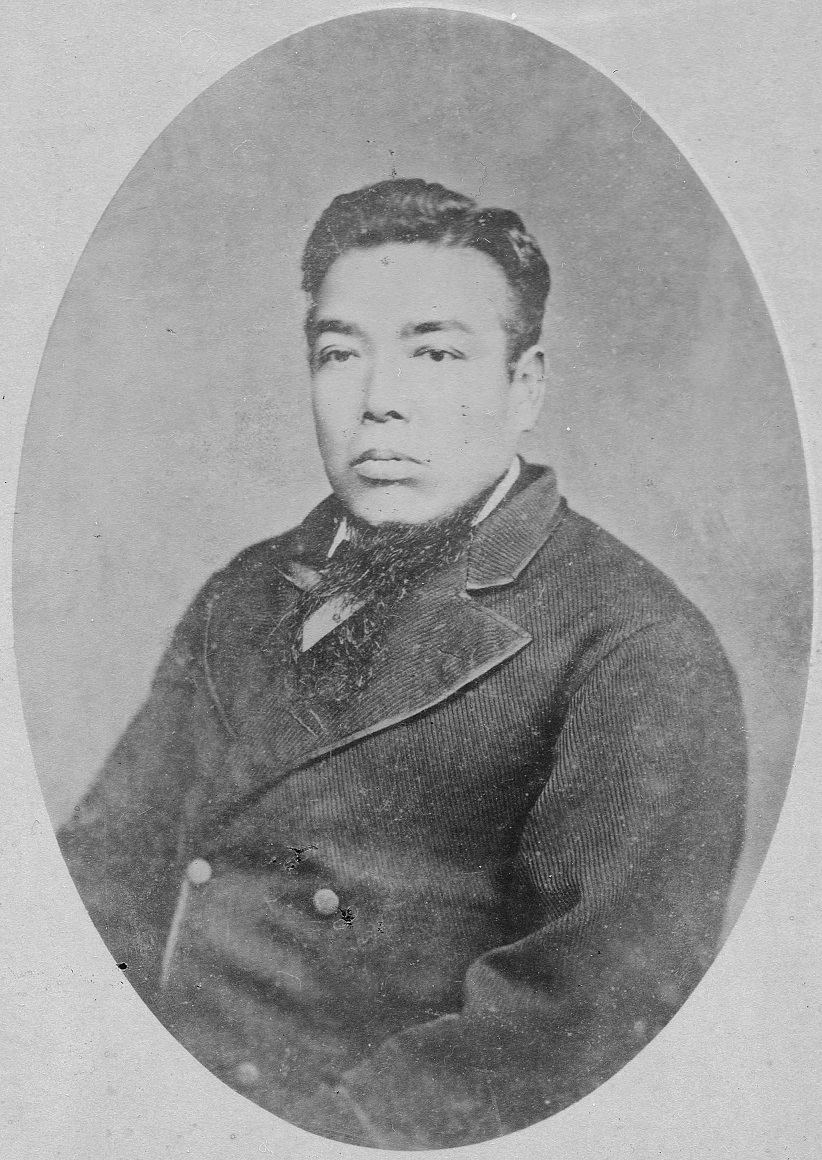
El vizconde Michitsune Mishima, jefe de la Policía Metropolitana de Tokio.

La principal batalla entre el instituto Kodokan y la escuela Totsuka se dio por mediación del vizconde Michitsune Mishima, prefecto de la Policía Metropolitana de Tokio de 1885 a 1888. Conocido por sus políticas de renovamiento, Mishima estaba interesado en comprobar la calidad de los antiguos métodos de entrenamiento de la policía, hasta entonces monopolizados por el estilo Yoshin-ryū y otras koryu tradicionales, y deseaba explorar posibles opciones superiores. Por ello, al oír que el grupo Kodokan había derrotado varias veces a la escuela Totsuka, decidió invitarles a una serie de competiciones para comprobar cuál de los dos grupos ostentaba el mejor estilo de lucha. Los resultados de estos certámenes, que reciben en las fuentes el nombre de Torneos de Artes Maciales de la Policía Metropolitana (警視庁武術大会 Keishicho Bujutsu Taikai?), fueron piezas indispensables en el ascenso del judo hasta el arte marcial cumbre de Japón.
Abordar estos eventos ha sido tradicionalmente una cuestión difícil debido a la ausencia de registros directos y la relativa disparidad de las fuentes existentes. El instituto Kodokan no contaba con un archivo cuando se celebraron estos combates, y por ello han surgido leyendas y folclore sobre lo que transcurrió en ellos. Se ha llegado a postular que estas competiciones nunca sucedieron y no son más que propaganda, aunque, como el historiador Sanzo Maruyama notó, es difícil comprender el motivo de la expansión del judo sin estas victorias sobre el jujutsu imperante. Asumiendo entonces su veracidad, se ha sugerido que se habrían tratado de varios torneos, no uno solo, lo que explicaría parte de la confusión de fechas y nombres en las fuentes. El hecho de que se tratasen de competiciones policiales orientadas a un ámbito polémico explica también por qué no fueron eventos públicos, lejos de fuentes externas.
Se desconocen también las reglas marciales bajo las que se disputaron los combates. Sakujiro Yokoyama relata que los desafíos entre escuelas solían ser brutales, a menudo culminando con la muerte del perdedor, pero el reglamento de los torneos policiales aparece en las crónicas como algo comparativamente más "civilizado". Esto obedece presumiblemente al deseo de Mishima de buscar la superioridad en técnicas de arresto, cuyo objetivo era someter controladamente y no matar a la víctima. De este modo, las luchas habrían podido ganarse o por rendición de uno de los púgiles o por parada del árbitro, concluyendo en caso contrario con un hikiwake o empate por tiempo. A juzgar por los testimonios de los combates en sí, parece que no había restricción en el tipo de lanzamiento o sumisión a emplear, ni siquiera sobre tácticas más deportivas como luchar por el empate o tenderse en la lona sin tocar al rival. Algunas voces afirman que estas reglas daban ventaja al bando del Kodokan, pero otros críticos como Hajime Isogai han notado que, si acaso, este reglamento beneficiaría más al bando del jujutsu, ya que la opción de sentarse directamente en la lona les permitiría evitar la mayor fuerza de judo, que radicaba en sus derribos. Finalmente, Maruyama describe a los judocas vestidos con el judogi clásico de su arte, aunque en la versión de mangas y perneras cortas propia de la época, mientras que los jujutsukas habrían vestido una combinación de haori y hakama, recortada sobre las rodillas a fin de permitir el libre movimiento.

### Posible primer torneo

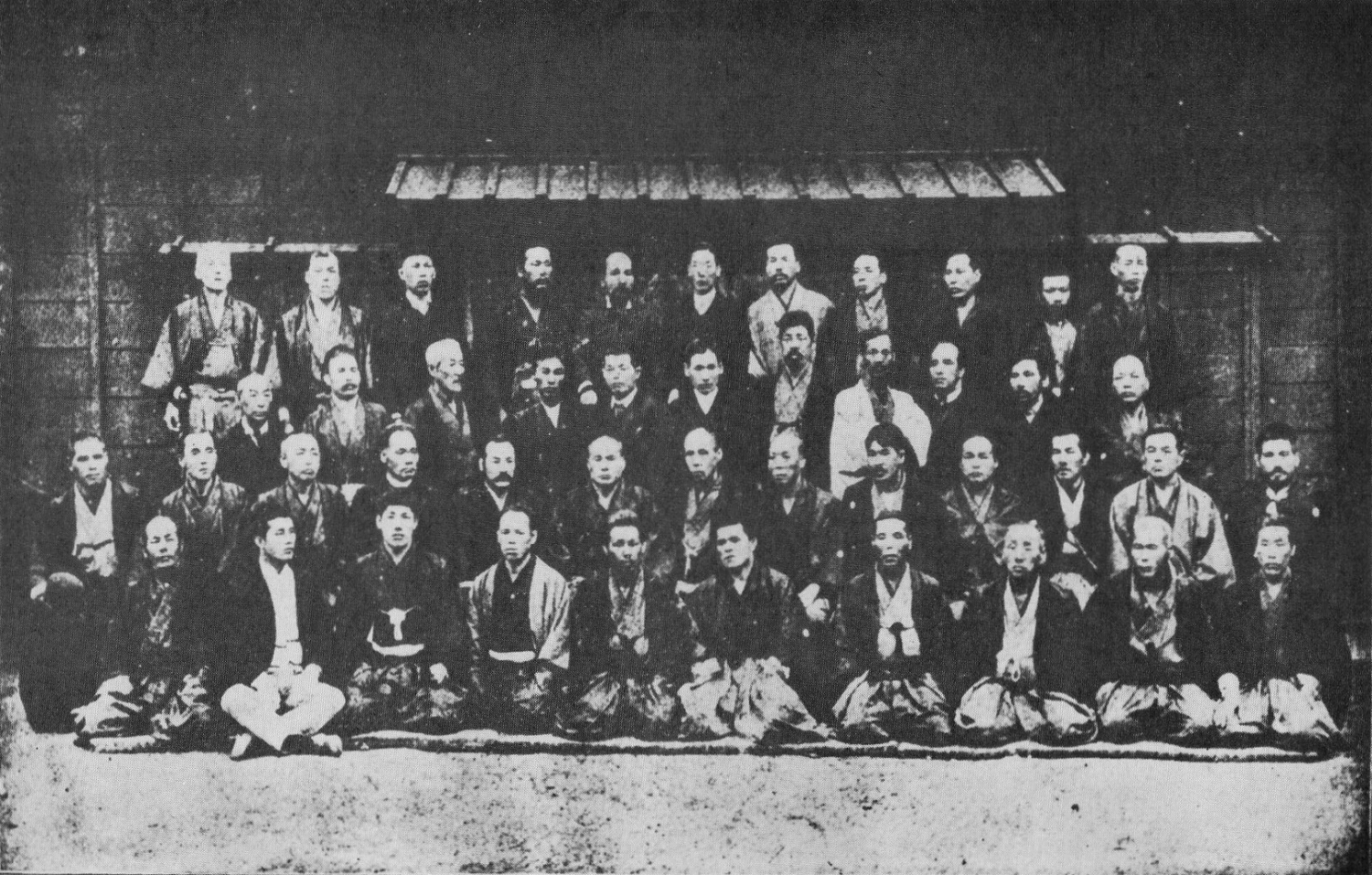
Jujutsukas implicados en la rivalidad, con Hisatomi y Tobari en la primera fila; Sato, Oshima y Nakamura en la segunda; Imai en la tercera; y Kochi y Samura en la cuarta.

Existe en las memorias de Kano un primer torneo policial que no puede ser identificado con la famosa victoria de 1886, que se abordará en la siguiente sección. En esta competición relatada por el maestro, el Kodokan envió representantes a un certamen de kenjutsu y jujutsu celebrado por la Policía Metropolitana, posiblemente fuera de Tokio. Ni Saigo ni Tomita estaban disponibles, por lo que Kano sólo pudo enviar a Yoshitsugu Yamashita, Sakujiro Yokoyama, Takisaburo Tobari y Noritaka Sato, entre otros. Se recoge en las crónicas que las luchas fueron arduas, ya que, aunque los judocas fueron capaces de ejecutar sus proyecciones sin problema, varios de ellos se vieron en dificultad ante las técnicas a ras de lona de la escuela Totsuka Yoshin-ryū. Este suceso da un matiz reflexivo al final de la nota, ya que se menciona como una razón que impulsó al Kodokan a reforzar su propio entrenamiento de suelo.

### Torneo del Santuario Yayoi
La competición policial más a menudo mencionada en las crónicas es el Torneo de Artes Marciales del Santuario Yayoi (弥生神社武術大会 Yayoijinja Bujutsu Taikai?), el cual habría tenido lugar en el templo homónimo del parque Shiba, bajo la supervisión del propio Mishima. Los testimonios de Kano y Tsuneo Tomita lo sitúan en 1888, justo antes del fallecimiento de Mishima, una fecha indirectamente apoyada por Yokoyama y considerada probable por Maruyama. En cambio, Yamashita e Itsuro Munakata (entrevistado por Maruyama) parecen ubicarlo en 1886, el mismo año que el resto de los primeros desafíos.

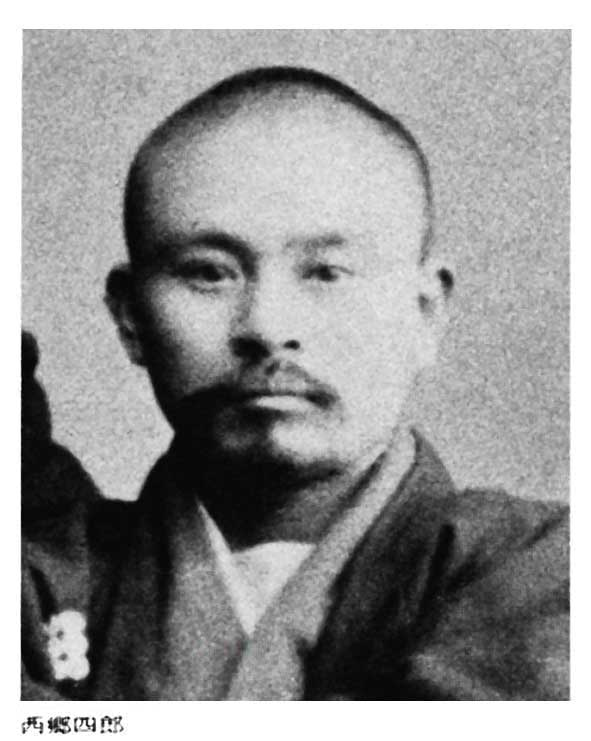
Shiro Saigo.

Los miembros del equipo de judo habrían sido Saigo, Yamashita, Tomita y Yokoyama, más tarde conocidos como "Kodokan Shitenno" o los "Cuatro Guardianes del Kodokan". Junto con ellos, también estarían Hoken Sato (más tarde conocido como Hoken Iwasaki), Itsuro Munakata, Takejiro Yuasa, Bunzo Matsuda, Matsujiro Honda, Katsutaro Oda, Keijiro Kawai, Katsukazu Otsubo, Shizuya Iwanami y posiblemente otros. Por su parte, la escuela Totsuka habría enviado a su propio "Shitenno" o "Cuatro Guardianes", en este caso Taro Terushima, Entaro Kochi, Teisuke Nishimura y Shintaro Katayama, junto con otros luchadores. Los árbitros de la contienda fueron Tetsutaro Hisatomi y Yuhachiro Suzuki, maestros de jujutsu de estilo Sekiguchi-ryū.
Las crónicas se muestran unánimes en que la atmósfera del evento era tensa. El equipo del Kodokan fue recibido con burlas, sobre todo el apelativo de "shosai" (書生 shosai?, estudiante), que hacía alusión no sólo a la relativa juventud de los judocas, sino también a las credenciales universitarias de algunos de ellos en comparación al trasfondo castrense de la mayoría de jujutsukas. Munakata recuerda también que los judocas realizaron una reverencia completa o za rei (座礼 zarei?), simbolizando deferencia a un superior, mientras que los jujutsukas se decantaron por la media reverencia de los viejos estilos, menos humilde, ya que simbolizaba respeto en plano de igualdad.
- El primer combate enfrentó a Yoshiaki Yamashita contra Taro Terushima. Se les describe de la misma estatura y peso, aunque con Terushima siendo ligeramente mayor en edad.[10] Terushima comenzó con un intento de ouchi gari, pero Yamashita lo bloqueó y respondió ejecutando un hiza guruma. El jujutsuka optó entonces por permanecer en la lona, donde se creía más hábil que su oponente, pero Yamashita le siguió a este terreno, y los dos se enzarzaron en una serie de llaves hasta el fin del tiempo. La lucha acabó, por tanto, en empate.[10]
- El segundo combate, descrito también por Yamashita, juntó a Shizuya Iwanami del Kodokan contra Shintaro Katayama de Totsuka. Sintiendo que Katayama era sorprendentemente fuerte sobre sus pies en comparación con la mayoría de luchadores de su estilo, Iwanami lo abrazó en una postura defensiva para impedirle realizar ninguna técnica. Desde esta posición, el yudoca agarró subrepticiamente sus solapas y cerró una estrangulación mientras aún estaban de pie. Aunque Katayama intentó romperla, fue incapaz de hacerlo y terminó por caer inconsciente a la lona.[10] Kano recuerda la misma secuencia de eventos, sólo que protagonizada por Kawai en vez de por Iwanami.[2]

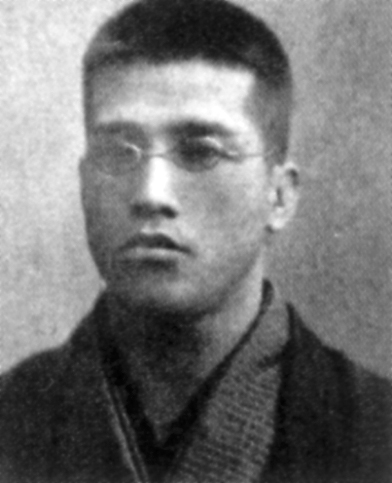
Yoshitsugu o Yoshiaki Yamashita.

- La tercera contienda enfrentó al yudoca Shiro Saigo contra el jujutsuka Entaro Kochi.[10][4] Como de ordinario, Saigo era mucho más pequeño y ligero que su oponente, pero la diferencia de tamaño eran este caso tan pronunciada que se les describe dando la impresión de ser un niño luchando con un adulto. A pesar de ello, el legendario talento de Saigo pronto convirtió la lucha en una batalla de lo más igualada.[4] Kochi zarandeó a Saigo sin esfuerzo por la lona y trató de lanzarlo con varios harai goshi y uchi mata, pero el escurridizo yudoca escapaba de ellos en el proceso y aterrizaba sobre sus codos y rodillas cuando Kochi conseguía tirarlo. Saigo intentó responder con tomoe nage, pero Kochi lo bloqueó de nuevo. Transcurrieron minutos de combate, y en ello Kochi empezó a mostrarse fatigado, por lo que Saigo redobló sus esfuerzos y logró lanzarlo por primera vez con su clásico yama arashi.[10] Aunque había aterrizado de cabeza y se encontraba cada vez con menos energía, Entaro montó un contraataque contra Saigo, pero el yudoca convirtió un ouchi gari fallido en otro yama arashi y volvió a lanzar al enorme Kochi. Esta vez el jujutsuka cayó de mala manera, posiblemente en un intento de frenar la caída, y se lesionó el hombro, lo que le obligó a rendirse.[10]
- Hoken Sato del Kodokan luchó contra Teisuke Nishimura de Totsuka, aparentemente dominando a su adversario.[2]
- Katsutaro Oda del Kodokan luchó un empate contra un oponente no identificado.[4][5]
- Itsuro Munakata se enfrentó a otro oponente no identificado. Según Yamashita y el propio Munakata, se dejó llevar por el éxito de sus compañeros y atacó sin cuidado, lo que permitió a su oponente lanzarlo.[8] Este evento fue tan sorprendente que ambos autores lo consideraron una derrota moral, pero el combate prosiguió y Munakata consiguió redimirse estrangulando a su contrincante desde la lona.[4]

En total, el instituto Kodokan ganó la mayoría de las luchas, con tan sólo unos cuantos empates y posiblemente un par de derrotas también. El número exacto de combates permanece ignoto; aunque el gran número de nombres citados apoya una narrativa popular de que hubo 15 luchas, esta lista no diferencia entre participantes y esquineros, ni tampoco entre combates contra la escuela Totsuka y otras posibles luchas de relleno.

### Combate entre Yokoyama y Nakamura

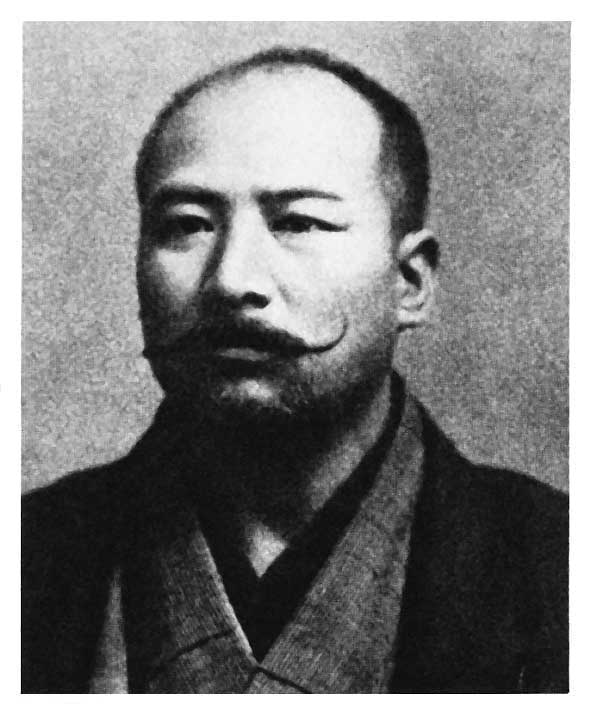
Sakujiro Yokoyama.

Uno de los momentos más famosos de la rivalidad vio enfrentarse al yudoca Sakujiro Yokoyama y al jujutsuka Hansuke Nakamura, que luchaba en nombre de la Totsuka para resarcirse de su derrota ante Tomita. El combate es descrito consistentemente por las fuentes, entre ellas el propio asistente de Nakamura, Ishibashi. Su fecha y lugar, en cambio, vuelven a ser oscuros: se considera tradicionalmente que formó parte del torneo del Santuario Yayoi, pero Yokoyama e Ishibashi lo recuerdan como un desafío separado e individual, celebrado en la comisaría de policía de Marunouchi y también supervisado por Mishima.
La lucha fue inmensamente notoria debida a sus singulares circunstancias. Yokoyama, de 23 años, era famoso por su gran tamaño (1.73m y 86kg, una medida respetable para el Japón de la época) y acababa de derrotar al renombrado Masaaki Samura, maestro del estilo Takenouchi Santo-ryu, en otro duelo. En contraste, aunque Nakamura tenía la desventaja de ser 12 años mayor, compensaba esto al ser todavía más alto y pesado que Yokoyama (1,76m y 94kg) y haber atravesado un duro entrenamiento. Había fortalecido especialmente su cuello para evitar nuevas estrangulaciones, hasta el punto de que se decía que ahora podía ser ahorcado sin morir ni sentir dolor siquiera. El árbitro fue de nuevo Tetsutaro Hisatomi.
Yokoyama abrió la contienda lanzando a Nakamura con deashi barai. Se disponía entonces a cubrirle con kami-shiho-gatame, pero Nakamura, experto a ras de lona, revirtió la técnica y aprisionó a Yokoyama con su propia versión de la técnica. Aunque Sakujiro fue capaz de escapar con gran esfuerzo y anotar un harai goshi que derribó al jujutsuka, ya no le siguió al tatami, sabiendo que Nakamura era más poderoso allí. De la misma manera, Hansuke permaneció en la lona sin levantarse, sabedor que Yokoyama era por su parte superior en las proyecciones. A partir de este punto, los púgiles continuaron denodadamente intentando atraer al otro a su campo y escapar del de su contrincante, hasta que el árbitro dictaminó el empate a los 55 minutos. En total, según se recoge, lucharon media hora de pie y 25 minutos en el suelo, y al acabar estaban tan entumecidos por el agotamiento que tuvieron que recibir ayuda para desembarazarse el uno del otro.
El yudoca fue felicitado por su actuación y se le dio el apodo de "oni" (鬼 oni?), pero más tarde escribiría en sus memorias que creyó que iba a morir durante el combate, aunque afirmando también que estaba dispuesto a hacerlo sin temor. En todo caso, debido a que el combate acabó técnicamente en un empate, la comunidad del jujutsu consideró iguales sus méritos, apodando a Yokoyama el "campeón del oeste" (西の横綱 nishi no yokozuna?) y a Nakamura el "campeón del este" (東の横綱 azuma no yokozuna?) por sus sendos lugares de procedencia en el archipiélago nipón. Según Ishibashi, Nakamura y Yokoyama formaron una sorprendente amistad después del combate, aunque no dejaron de emplazarse para una futura revancha.

## Con posterioridad

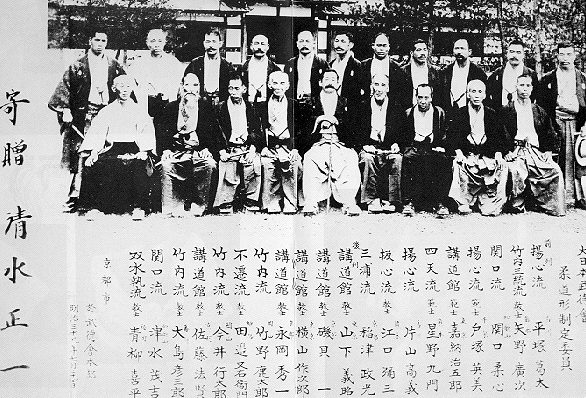
Los maestros de jujutsu del Butoku Kai, con Jigoro Kano en el centro, Hidemi Totsuka a su derecha, y Ōshima, Imai y Tanabe en la fila posterior.

Los resultados de estos torneos o combates fueron suficientemente sonados para convencer a Mishima de la superioridad del judo. El Departamento de Policía Metropolitana inmediatamente solicitó instructores del Kodokan en sus comisarías, y Yamashita y Yokoyama fueron los primeros en llegar, estableciendo una tendencia que se superpuso al declive de la reputación de la Totsuka Yoshin-ryu. Esta última perdió efectivamente su lugar en el esquema de Japón y decayó gradualmente con los años mientras el judo crecía y se convertía en el arte marcial representativo de la nación. La diferencia fue tal que Tsunejiro Tomita comparó la rivalidad Kodokan-Totsuka con la Batalla de Sekigahara, en la que la regencia del clan Toyotomi y el poder regional de los daimyo cayeron bajo la unificación del shogunato Tokugawa. Tomita escribió que "...desde la fundación del Kodokan hace diez, hemos conquistado a toda la comunidad del jujutsu a lo largo del país". Cuando el Dai Nippon Butoku Kai abrió una división de jujutsu en 1895, Kano fue nombrado presidente, y se encargó personalmente de supervisar la estandarización de las normas y los katas sobre el resto de escuelas.
A pesar de esta victoria general, continuaron durante algún tiempo los desafíos individuales. Según Tsuneo Tomita, Yamashita derrotó a Taro Terushima en una revancha de su primer encuentro, lanzándole con ippon seoi nage. Similarmente, Yokoyama venció a su rival y amigo Nakamura por harai makikomi en otra revancha, aunque los cronistas anotaron que se trató de una lucha mucho menos emocionante que la primera. Nakamura participó también en una exhibición multitudinaria del Kodokan, en la que fue emparejado con otro invitado de honor, Keitaro Inoue, antiguo maestro de Yokoyama. Shiro Saigo, por su parte, dio combate contra un nuevo luchador de la Totsuka, Shusaburo Sano, quien le aventajaba físicamente en 30kg y era famoso por sus hazañas de fuerza. Sano contrarrestó el yama arashi de Saigo y le inmovilizó sobre la lona, pero el yudoca le capturó con un ude gatame desde abajo y le obligó a rendirse. Tras estas contiendas, como un nuevo signo de la influencia del Kodokan, algunos maestros de la escuela Totsuka se convirtieron en judocas y contribuyeron con sus propias técnicas, siendo el más famoso de ellos probablemente Kinsako Yamamoto. Otra de las facciones que se les unieron fue la de Takeuchi Santo-ryū.
Con la escuela Totsuka abatida, el Kodokan no volvería a enfrentarse a una amenaza de la misma magnitud. La única oposición marcial que encontraron después provendría de un trío de maestros selectos del estilo Takenouchi-ryū, Hikosaburo Ōshima, Kōtarō Imai y Senjuro Kanaya, y un asociado del estilo Fusen-ryū, Mataemon Tanabe. Al no estar vinculados a la escuela Yoshin-ryu, estos artistas marciales compartieron espacio con el Kodokan en las comisarías y dojos durante años, produciendo varios combates interescolares con variados resultados. Tanabe en particular se volvió célebre por derrotar a un yudoca tras otro gracias a su estilo de lucha completo, aunque su estilo jamás llegó a ganar popularidad y terminó por integrarse en el propio Kodokan también. Su influencia, sin embargo, pervivió en el naciente estilo del kosen judo.